# Siumut
Siumut (kalaallisut: Endavant) és un partit polític de caràcter socialdemòcrata a Groenlàndia, actualment liderat per Erik Jensen. Històricament ha estat el partit dominant del panorama polític de Groenlàndia.

## Història
El partit té els seus orígens en el Moviment Siumut, una associació política informal d'individus que, des de principis dels anys setanta, va ser el punt de trobada d'independentistes groenlandesos. Entre els membres més destacats, es trobaven Jonathan Motzfeldt, Lars-Emil Johansen i Moses Olsen.
Al 29 de juliol de 1977 el moviment es va transformar en partit polític, defensant llavors un major autogovern per a Groenlàndia dins de la Mancomunitat danesa, així com la cura i promoció de la llengua i cultura pròpies, o el valor de la comunitat i la redistribució equitativa de la renda. Així, durant aquesta etapa primerenca, Siumut col·laboraria amb el Partit Popular Socialista danès.
Després de l'establiment del govern local de Groenlàndia el gener de 1979, el partit va obtenir 13 dels 21 escons a les eleccions generals de Groenlàndia de 1979, i el president del partit Jonathan Motzfeldt es va convertir en la primera persona al càrrec de Primer Ministre de Groenlàndia fins al 1991. Durant el seu govern, el partit va ser una de les forces impulsores de la campanya per fer sortir Groenlàndia de la Comunitat Econòmica Europea.
Posteriorment, el partit va mantenir l'hegemonia amb els gabinets de Lars-Emil Johansen (1991-1997), el segon període de Motzfeldt (1997-2002) i de Hans Enoksen (2002-2009). Al 2009, després dels seus pitjors resultats històrics a l'Inatsiartut, Siumut passaria a l'oposició en la següent legislatura, i Enoksen dimitira del càrrec de President del partit, sent substituït per Aleqa Hammond.
A les eleccions de 2013 el partit recuperaria cinc diputats, tornant al poder amb Hammond esdevenint la primera dona Primera Ministra de Groenlàndia. No obstant, al setembre de 2014 va haver de dimitir tant de PM com de presidenta del partit arran d'un cas de malversació de fons públics. Seria definitivament expulsada del partit al 2016 després d'un altre cas de malversació de fons públics, passant a independent i posteriorment donant suport al nou partit Nunatta Qitornai.
Tanmateix, el partit va mantenir el govern groenlandès amb els set gabinets del Primer Ministre Kim Kielsen fins al 2021. A les eleccions generals del mateix any, perdrien de nou, com va ocórrer al 2009, davant l'Inuit Ataqatigiit, que lideraria un govern de coalició amb Naleraq durant un any, i a partir de 2022 amb un nou gabinet amb Siumut.

## Resultats electorals

### Parlament de Groenlàndia (Inatsiartut)
| Any  | Vots   | %    | Escons  | ±   | Pos. | Govern             |
| ---- | ------ | ---- | ------- | --- | ---- | ------------------ |
| 1979 | 8.505  | 46,1 | 13 / 21 | Nou | 1r   | Majoria            |
| 1983 | 10.371 | 42,3 | 12 / 26 | 1   | 2n   | Coalició           |
| 1984 | 9.949  | 44,1 | 11 / 25 | 1   | 1r   | Coalició           |
| 1987 | 9.987  | 39,8 | 11 / 27 | =   | 2n   | Coalició           |
| 1991 | 9.336  | 37,3 | 11 / 27 | =   | 1r   | Minoria            |
| 1995 | 9.803  | 38,4 | 12 / 31 | 1   | 1r   | Coalició           |
| 1999 | 9.899  | 35,2 | 11 / 31 | 1   | 1r   | Coalició           |
| 2002 | 8.151  | 28,5 | 10 / 31 | 1   | 1r   | Coalició           |
| 2005 | 8.861  | 30,7 | 10 / 31 | =   | 1r   | Coalició           |
| 2009 | 7.567  | 26,5 | 9 / 31  | 1   | 2n   | Oposició           |
| 2013 | 12.910 | 42,8 | 14 / 31 | 5   | 1r   | Minoria            |
| 2014 | 10.108 | 34,3 | 11 / 31 | 3   | 1r   | Coalició           |
| 2018 | 7.956  | 27,2 | 9 / 31  | 2   | 1r   | Coalició           |
| 2021 | 7.986  | 30,1 | 10 / 31 | 1   | 2n   | Oposició (2021-22) |
| 2021 | 7.986  | 30,1 | 10 / 31 | 1   | 2n   | Coalició (2022-)   |
| 2025 | 4,210  | 14.9 | 4 / 31  | 6   | 4t   | Per determinar     |

### Parlament de Dinamarca (Folketinget)
| Any  | Vots                 | % Groenlàndia        | Escons  | Escons Groenlàndia | ±   |
| ---- | -------------------- | -------------------- | ------- | ------------------ | --- |
| 1979 | 6.273                | 44,1 (2n)            | 1 / 179 | 1 / 2              | Nou |
| 1981 | 7.176                | 37,7 (2n)            | 1 / 179 | 1 / 2              | =   |
| 1984 | 9.148                | 42,6 (2n)            | 1 / 179 | 1 / 2              | =   |
| 1987 | 6.944                | 43,3 (1r)            | 1 / 179 | 1 / 2              | =   |
| 1988 | 8.415                | 40,1 (1r)            | 1 / 179 | 1 / 2              | =   |
| 1990 | 8.272                | 42,8 (1r)            | 1 / 179 | 1 / 2              | =   |
| 1994 | No s'hi va presentar | No s'hi va presentar | 0 / 179 | 0 / 2              | 1   |
| 1998 | 8.502                | 36,5 (1r)            | 1 / 179 | 1 / 2              | 1   |
| 2001 | 8.272                | 25,9 (2n)            | 1 / 179 | 1 / 2              | =   |
| 2005 | 7.761                | 34,3 (1r)            | 1 / 179 | 1 / 2              | =   |
| 2007 | 8.068                | 32,5 (1r)            | 1 / 179 | 1 / 2              | =   |
| 2011 | 8.499                | 37,1 (2n)            | 1 / 179 | 1 / 2              | =   |
| 2015 | 7.831                | 38,2 (2n)            | 1 / 179 | 1 / 2              | =   |
| 2019 | 6.063                | 29,5 (2n)            | 1 / 179 | 1 / 2              | =   |
| 2022 | 7.424                | 37,6 (1r)            | 1 / 179 | 1 / 2              | =   |

1. ↑  Groenlàndia pot aconseguir dos diputats al Parlament de Dinamarca com a màxim.
2. ↑  A les Eleccions legislatives daneses de 1994, un «independent» va guanyar un escó al Parlament danés, però sembla que el partit Siumut no va participar en aquestes eleccions en particular.

### Eleccions locals
| Any  | Vots   | %    | Escons  | +/- |
| ---- | ------ | ---- | ------- | --- |
| 2008 | 9,245  | 38.1 | 30 / 72 | 42  |
| 2013 | 11,336 | 48.1 | 38 / 70 | 8   |
| 2017 | 10,407 | 41,5 | 39 / 81 | 1   |
| 2021 | 9,454  | 36.2 | 31 / 81 | 8   |